# Église Saint-Martin de Savoisy
L’église Saint-Martin est une église catholique située à Savoisy dans le département de la Côte-d'Or en France.

## Localisation
L'église est située dans la commune de Savoisy (Côte-d'Or).

## Historique
L’église de Savoisy est rebâtie en même temps que le château en 1442 par Nicolas Rolin, chancelier de Philippe le Bon duc de Bourgogne. Les armes des Rolin, trois clés symbolisant le pouvoir, sont sculptées sur la clé de voûte et reproduites sur deux peintures des murs d’angle derrière l’autel.
En 1752 la nef et le clocher sont détruits par la foudre qui n'épargne que le chœur. L’église est reconstruite mais le poids du nouveau clocher fissure la voûte de la nef et elle doit être redémolie en 1778. Le clocher, la nef et les deux petites chapelles latérales ont été édifiés l'année suivante avec des voûtes en plein cintre.

## Description

### Architecture
Église romane à nef unique et chœur à fond plat percé d'une belle verrière et orné de fresques représentant les apôtres au-dessus des croix de consécration.

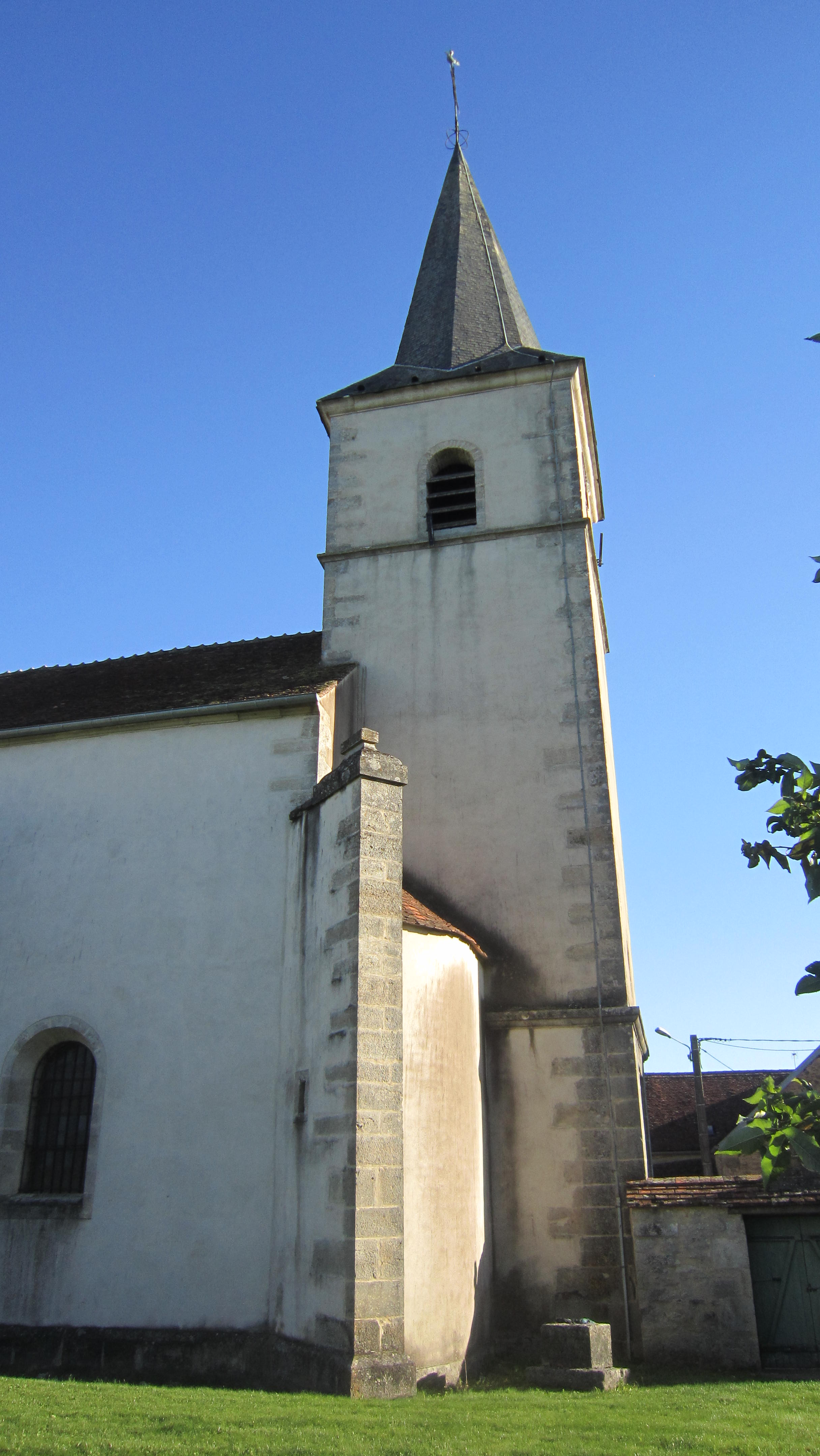
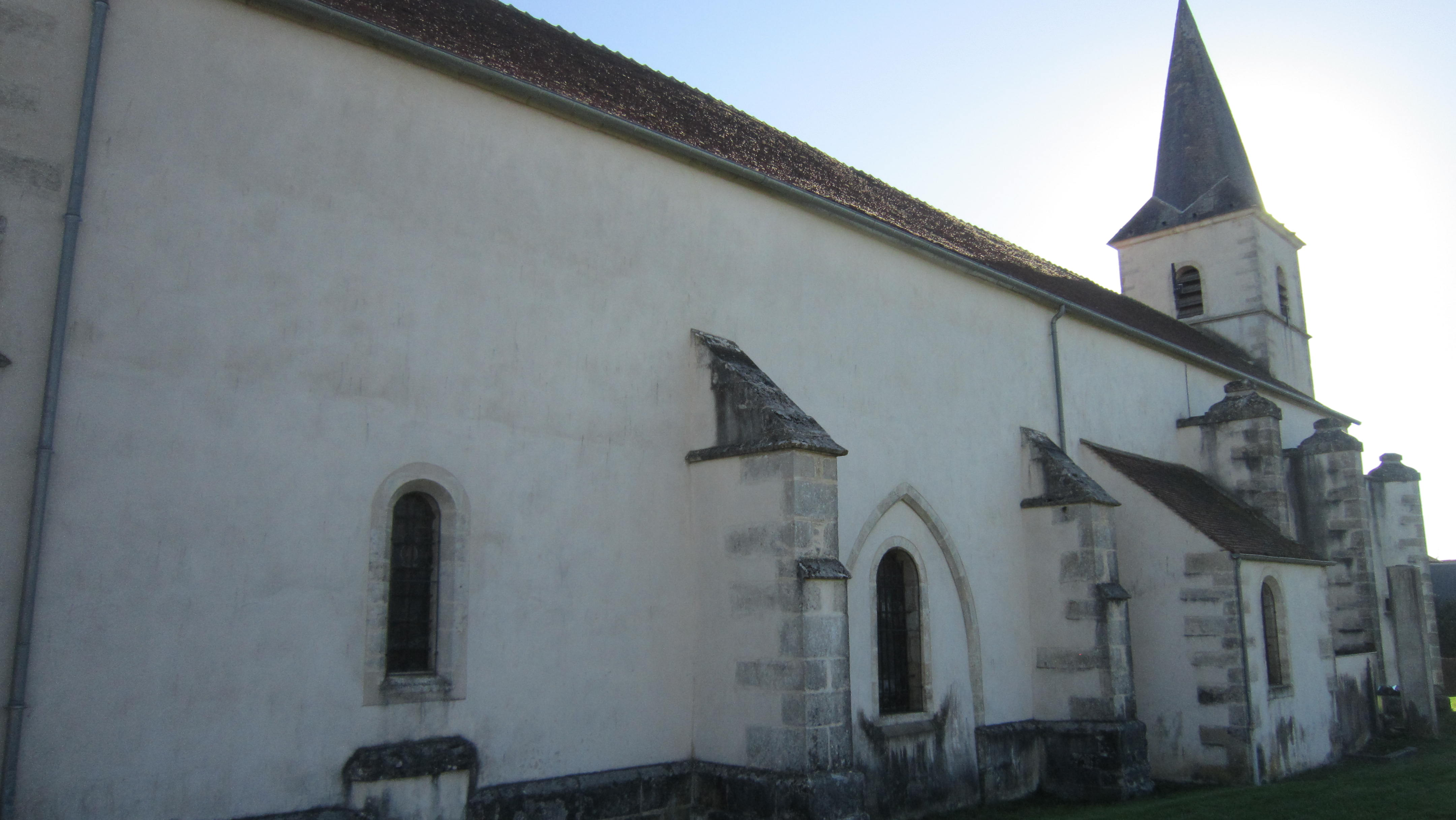
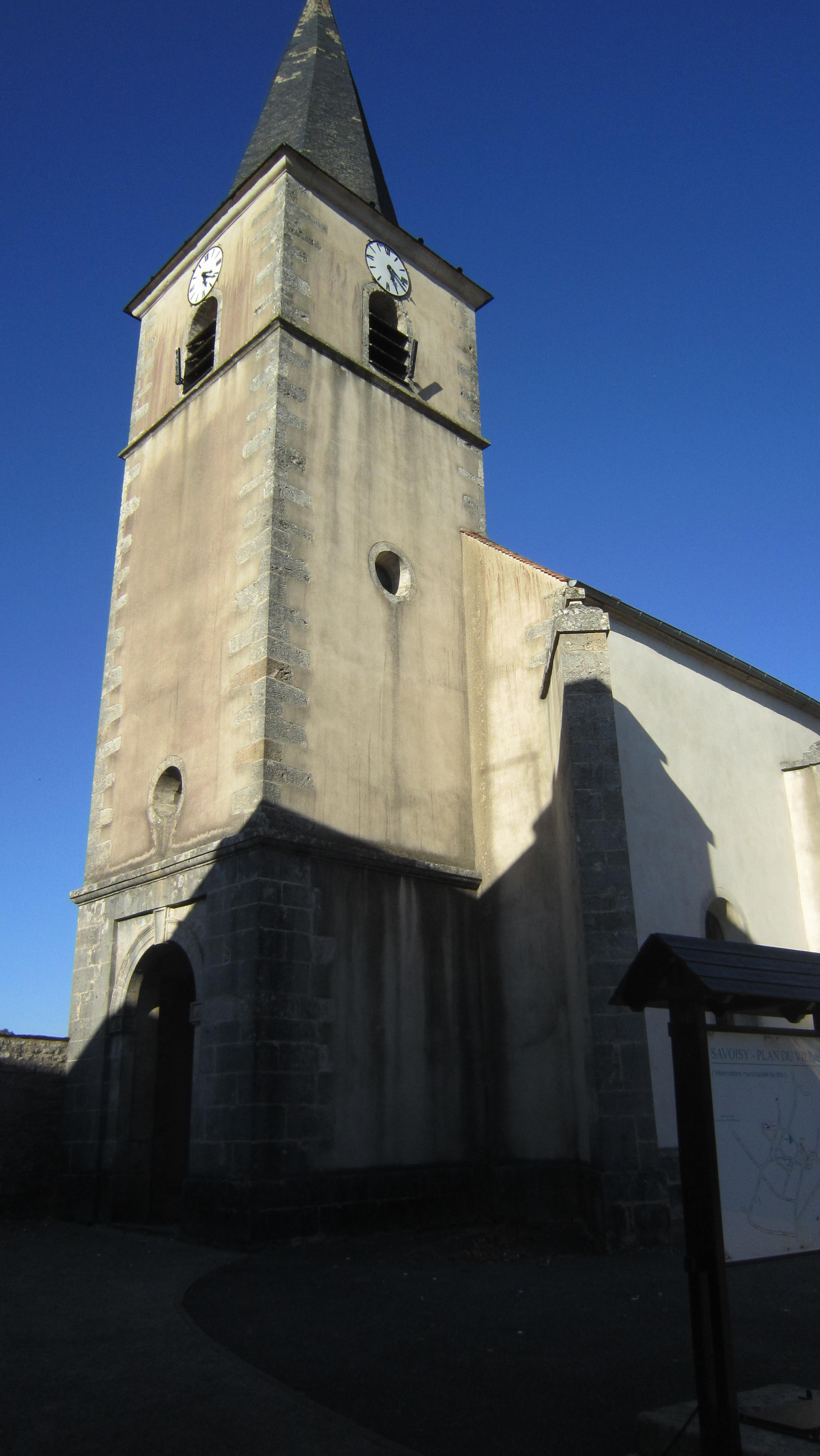

Deux petites chapelles latérales constituent un pseudo-transept.

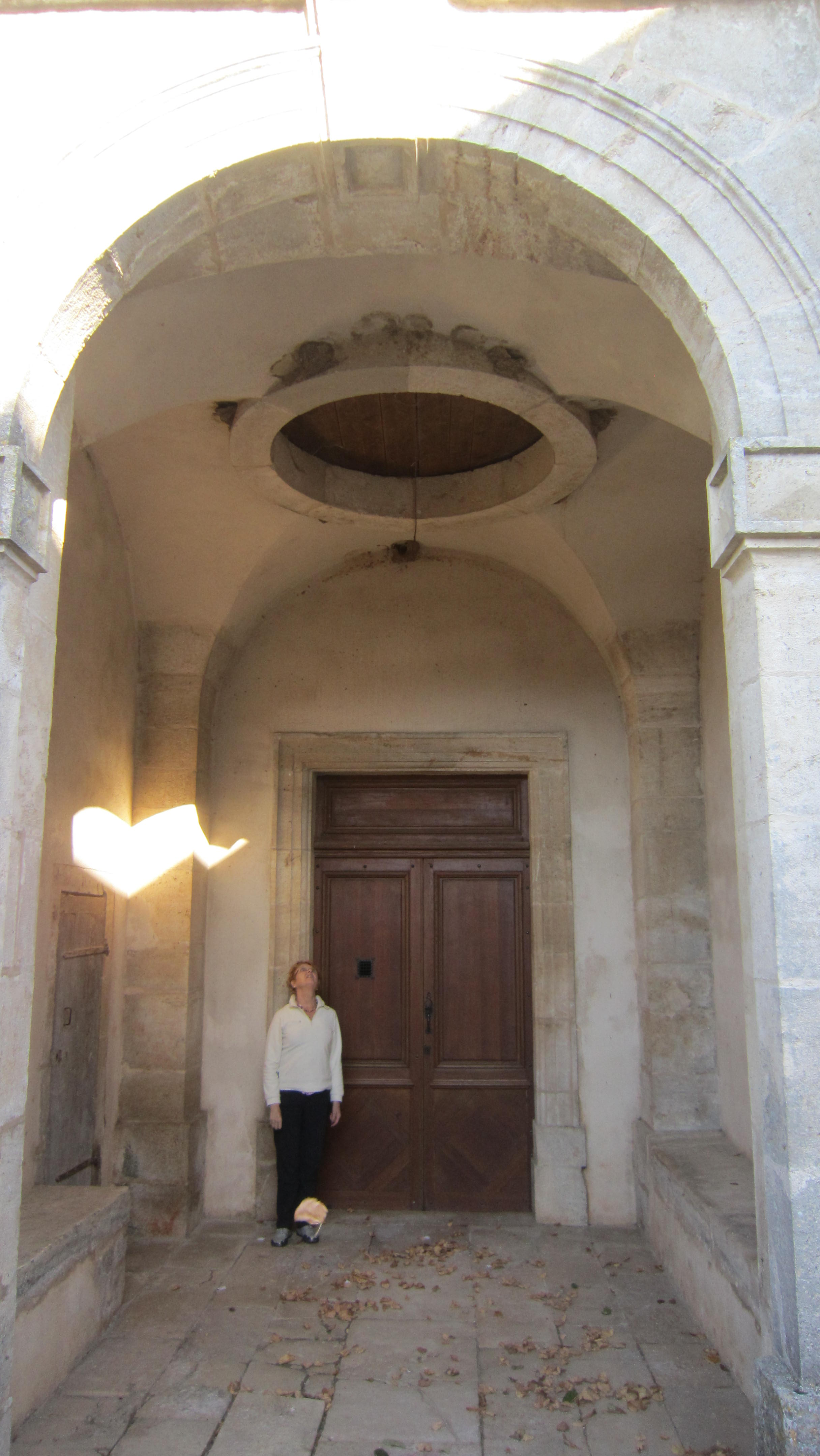
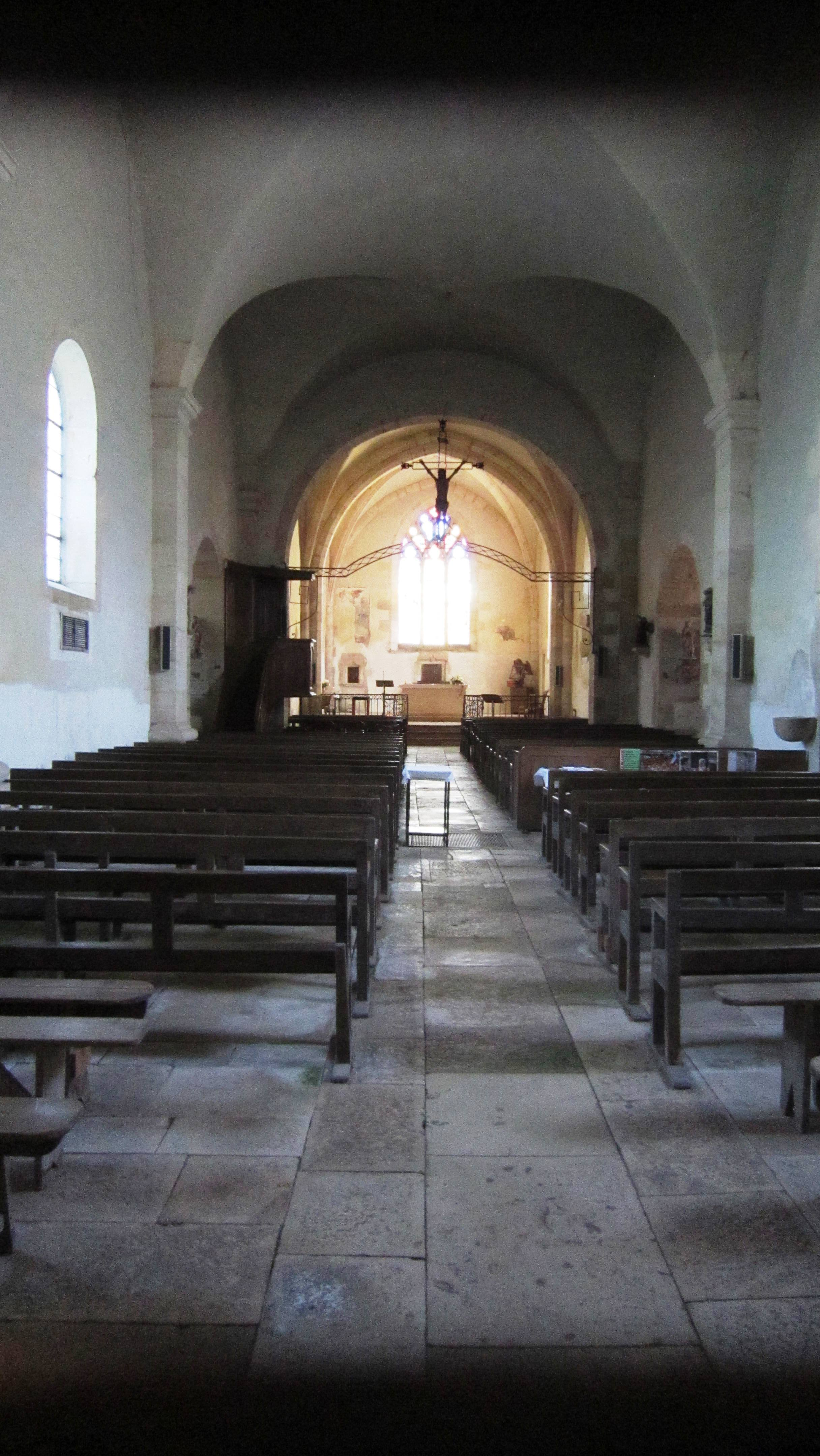
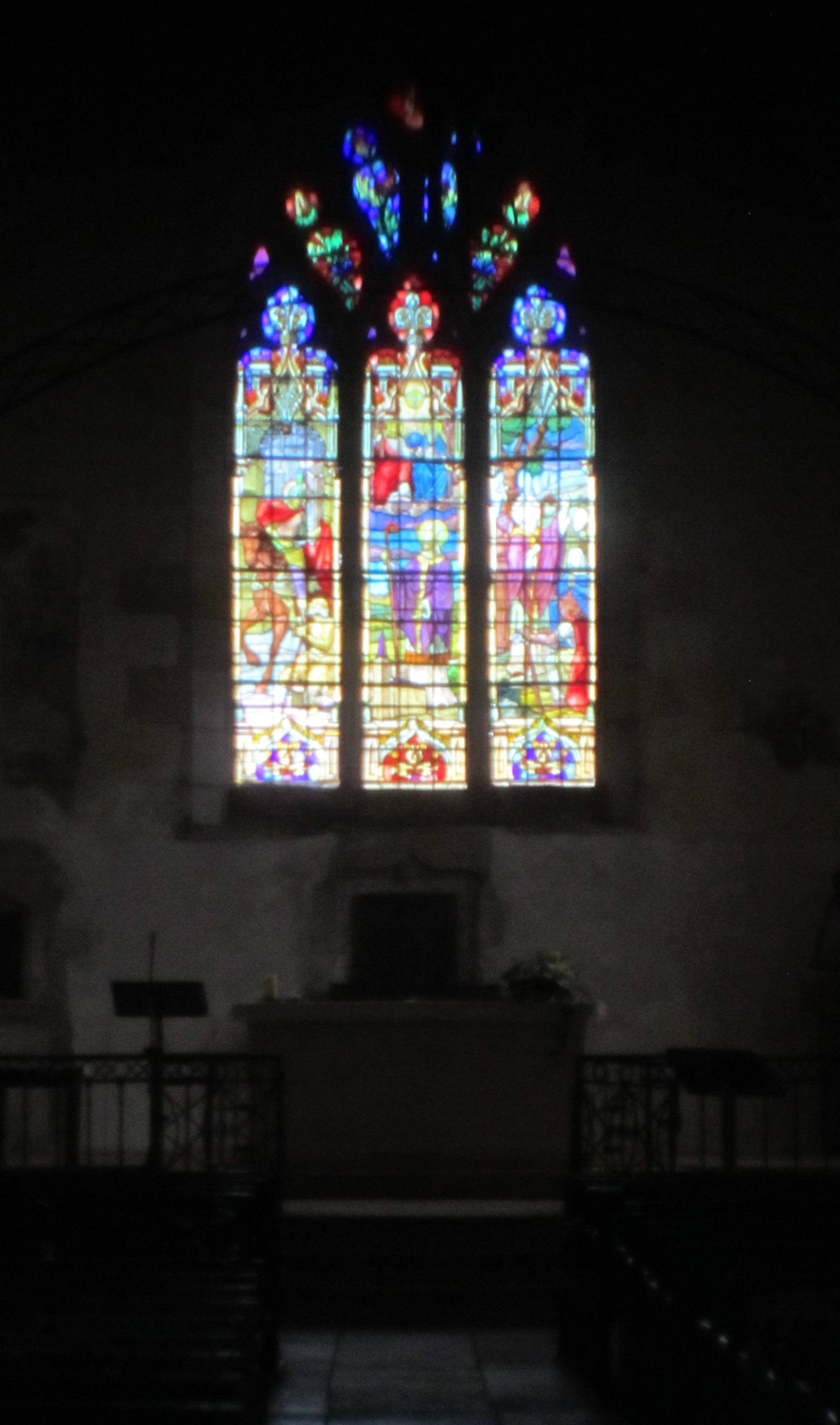
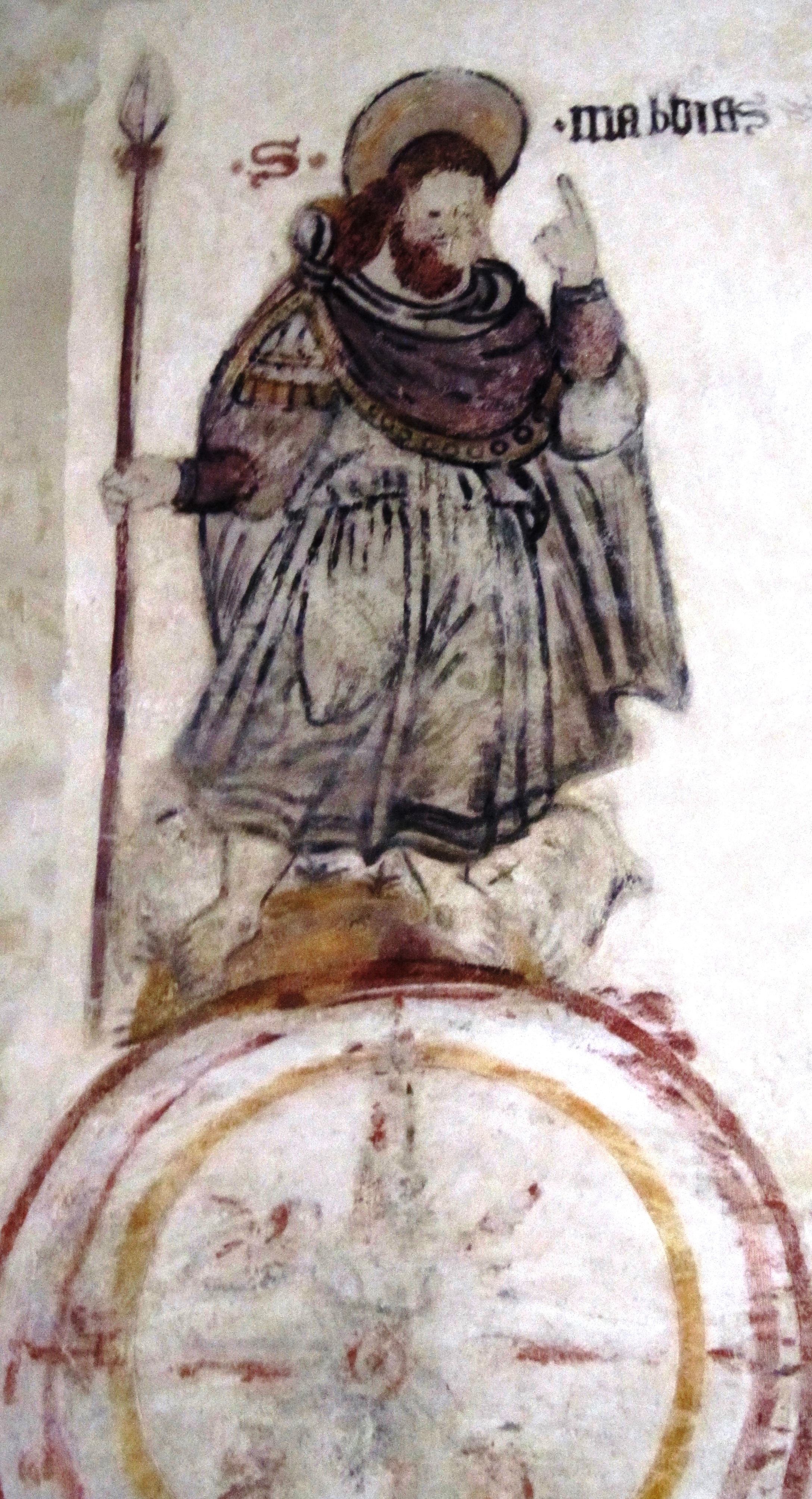
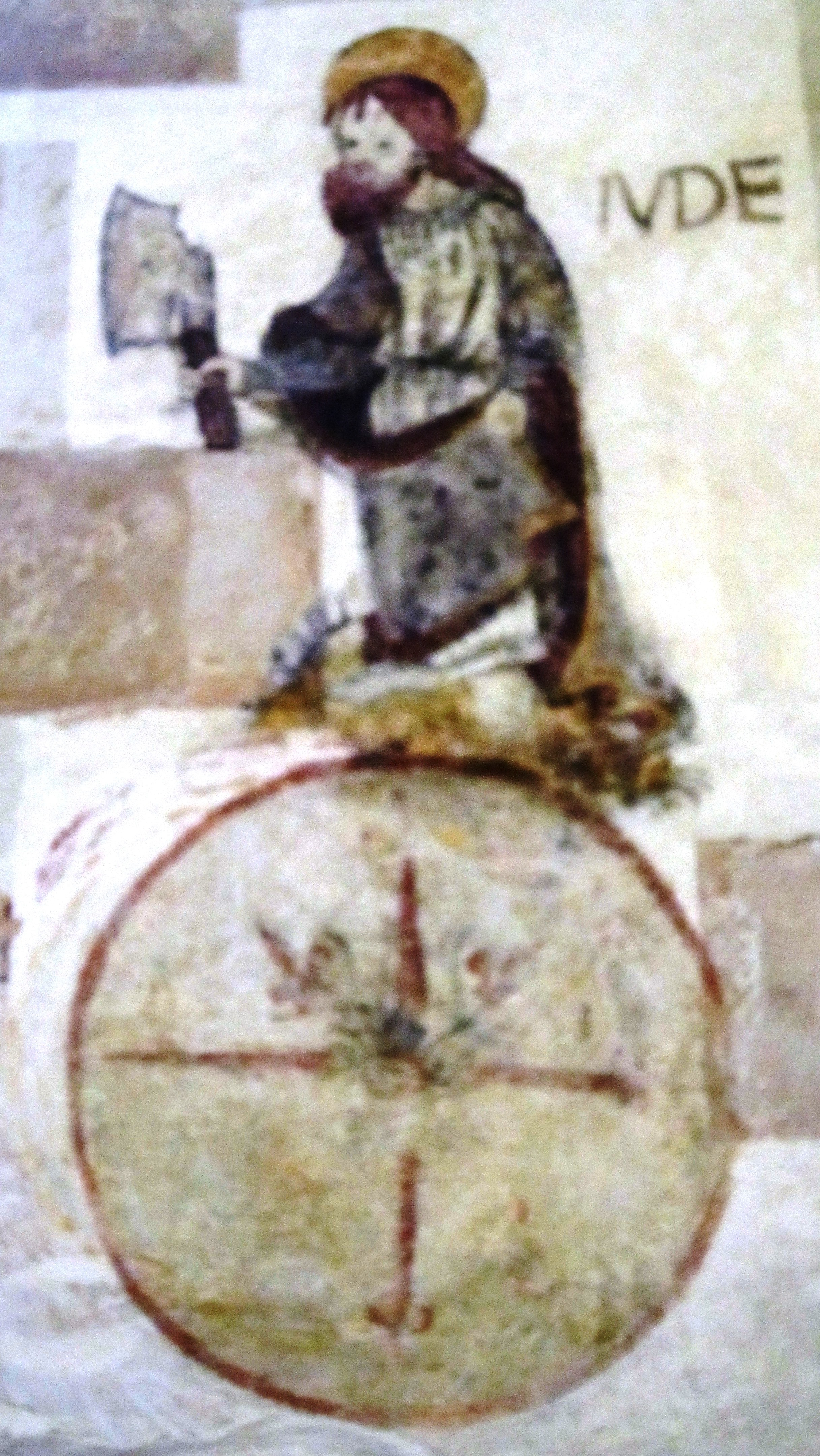
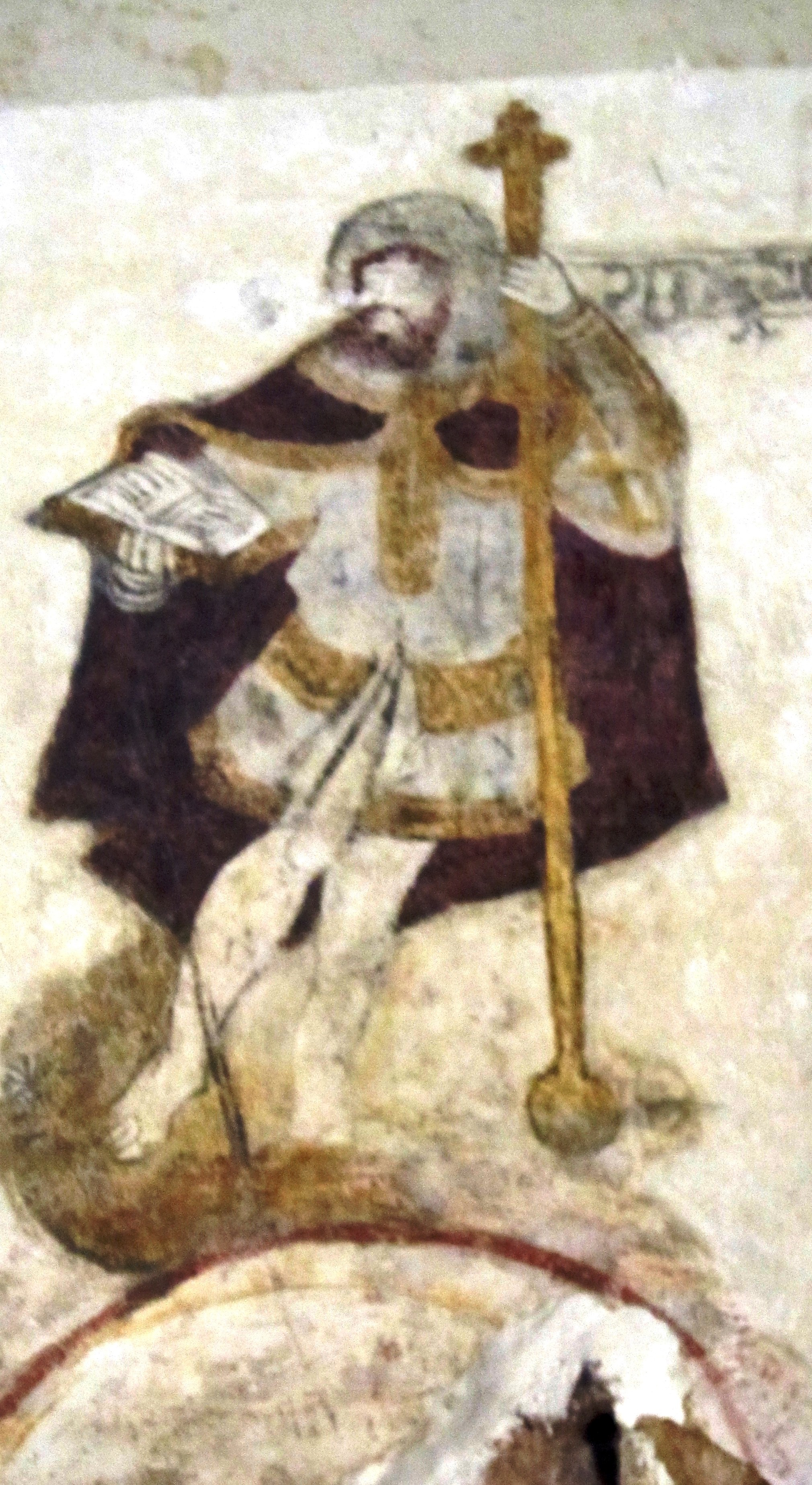

### Mobilier
On note des vitraux remarquables, une dizaine de fresques du XVe siècle représentent des apôtres et des évangélistes au-dessus des croix de consécration et, entre autres, quatre statues classées monuments historiques :
- une Vierge à l’Enfant  Classé MH et
- sainte Catherine d’Alexandrie  Classé MH, toutes deux du XVe siècle en pierre polychrome, offertes par les Rolin à l'église ;
- une statue en pierre XVIe siècle de la Charité de saint Martin portant le collier de Saint-Michel  Classé MH ;
- un Christ portant sa croix en bois polychrome du XVIIe siècle  Classé MH[3].

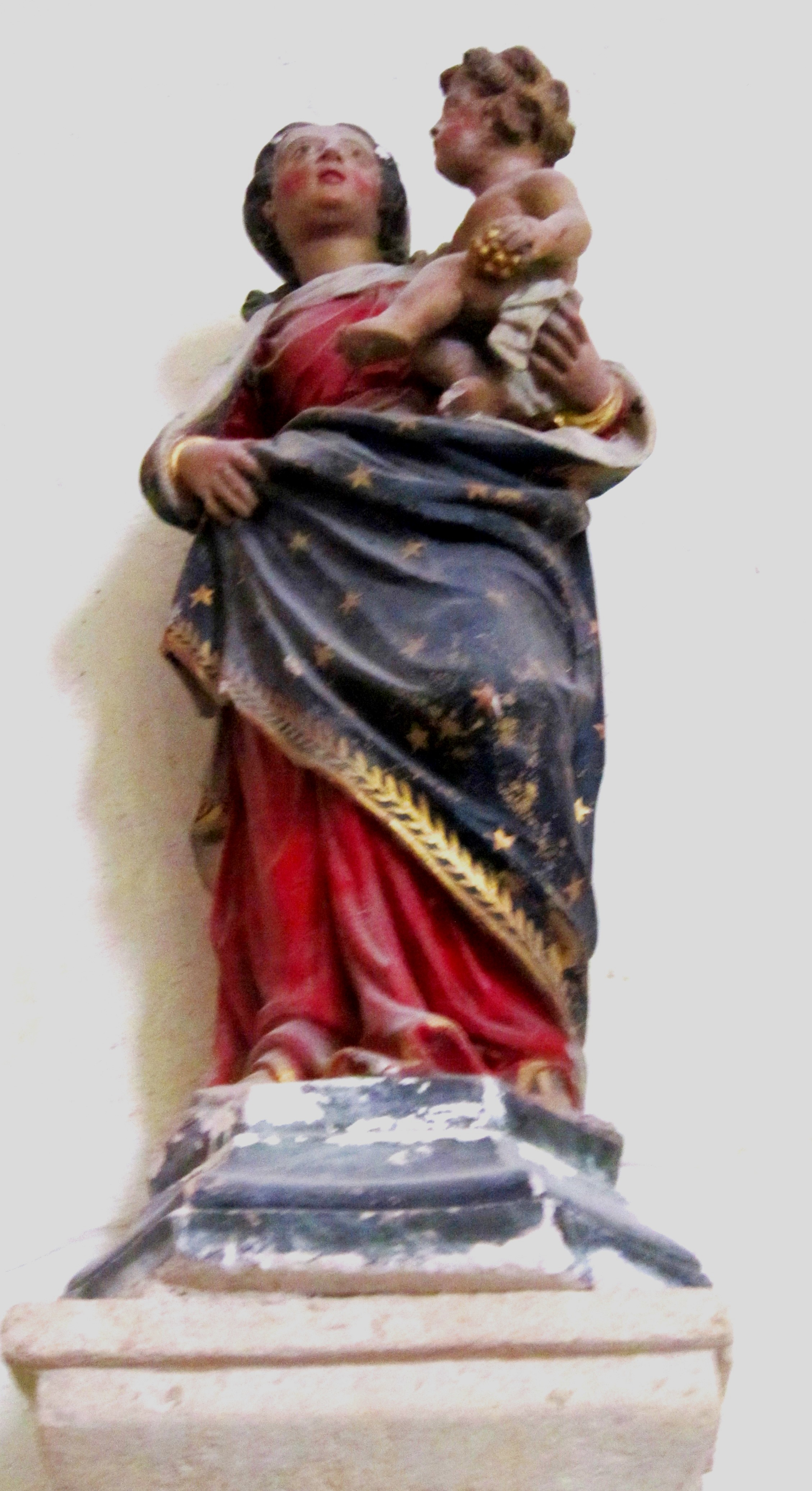
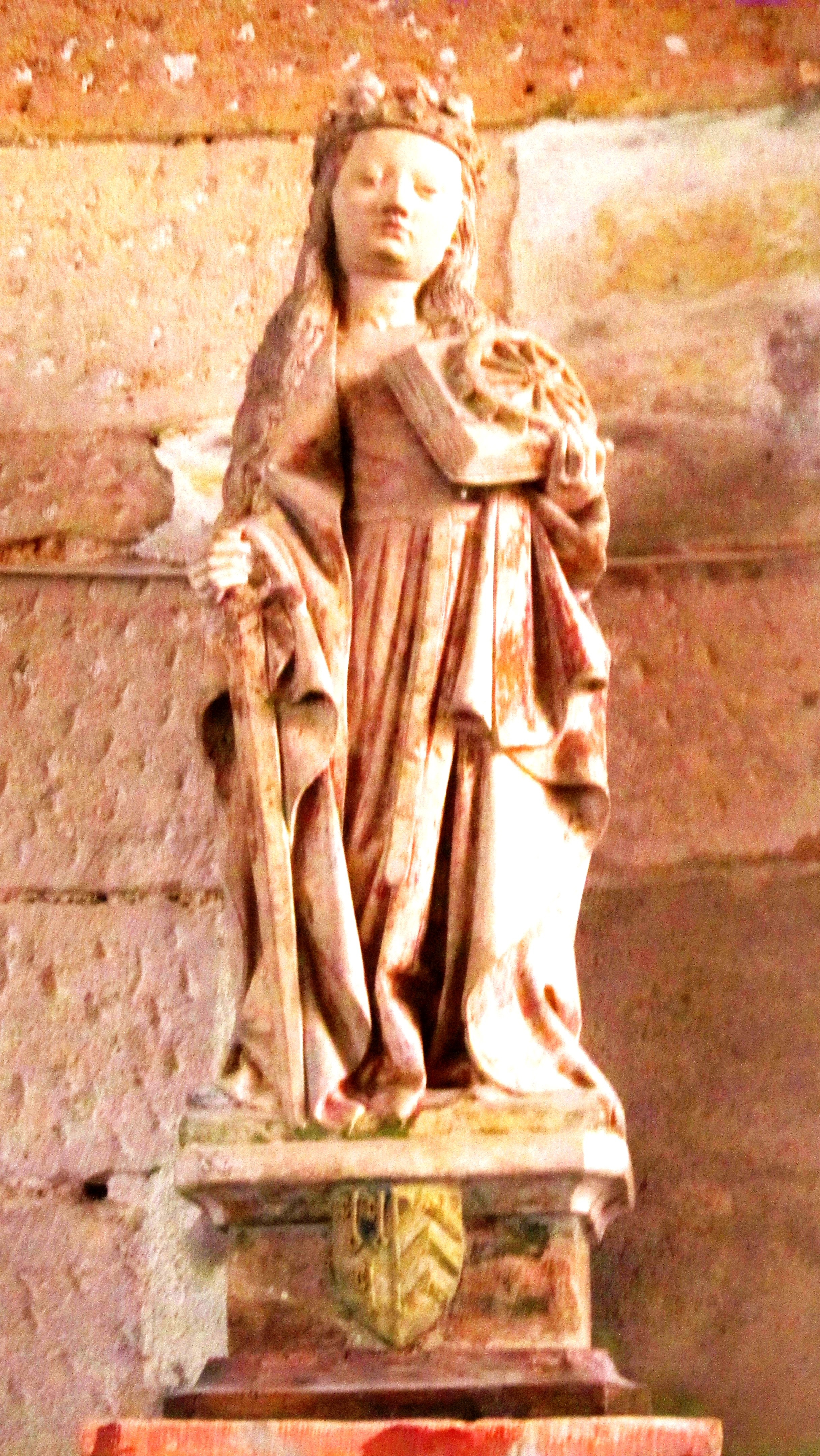
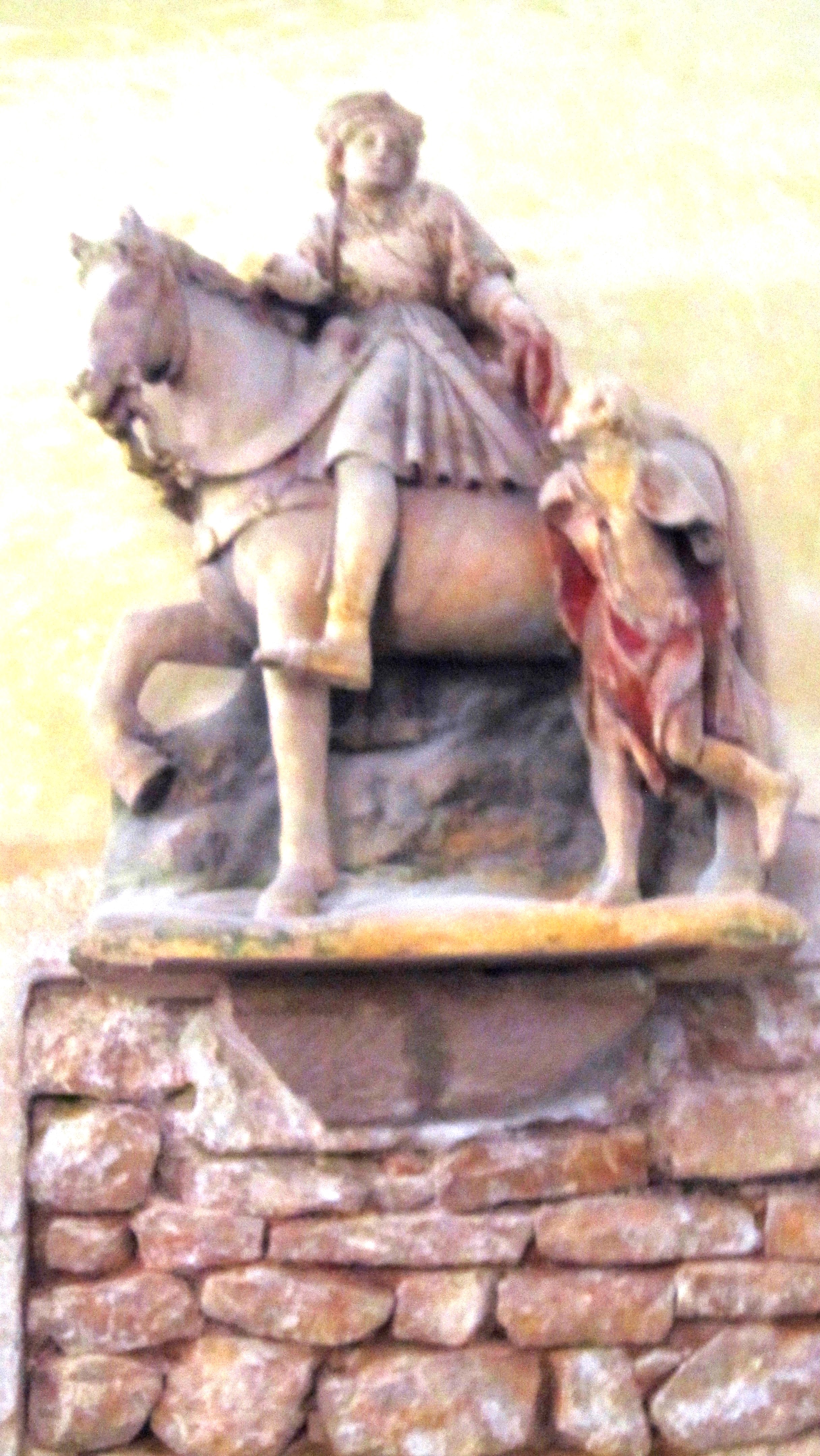
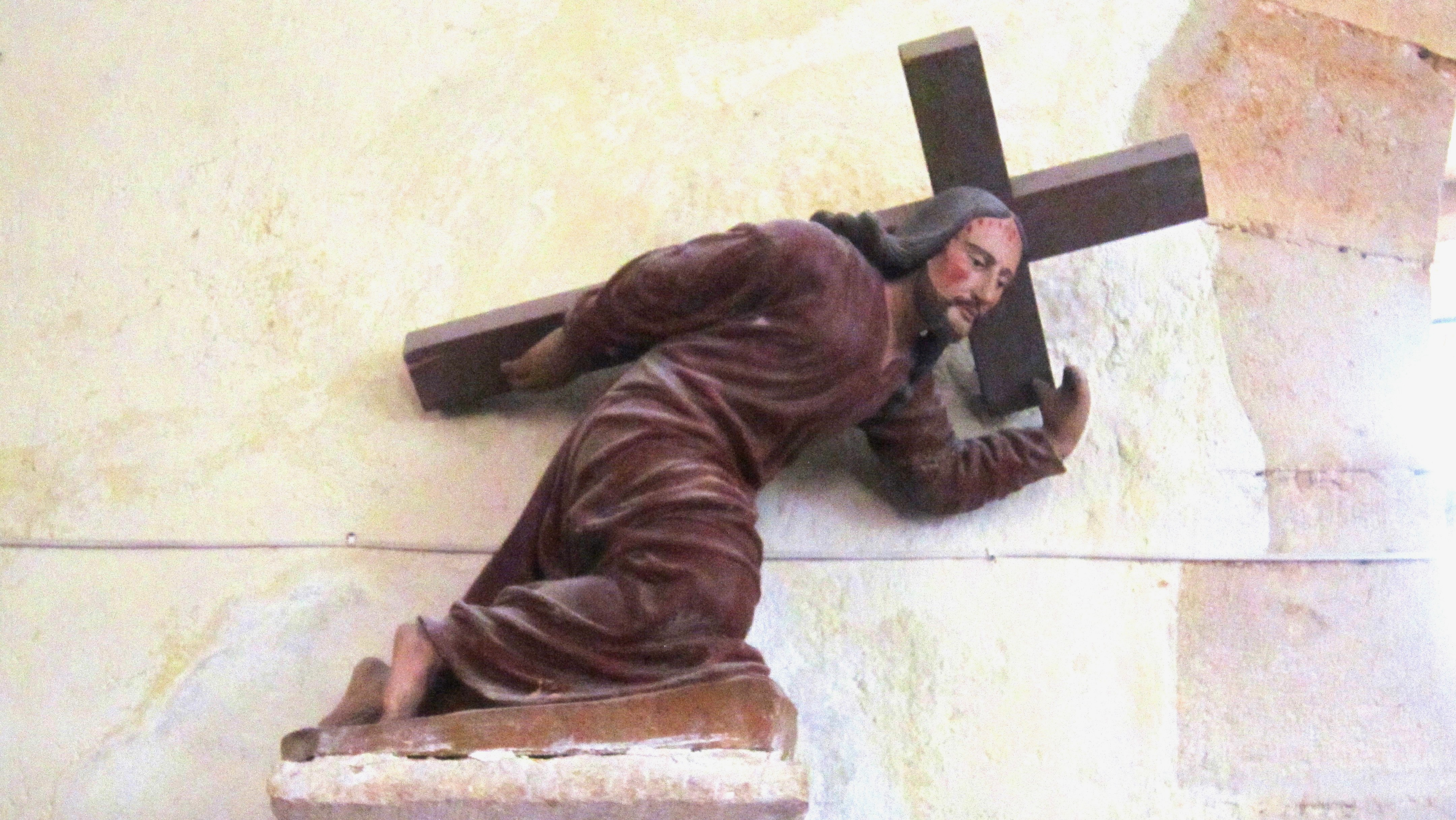
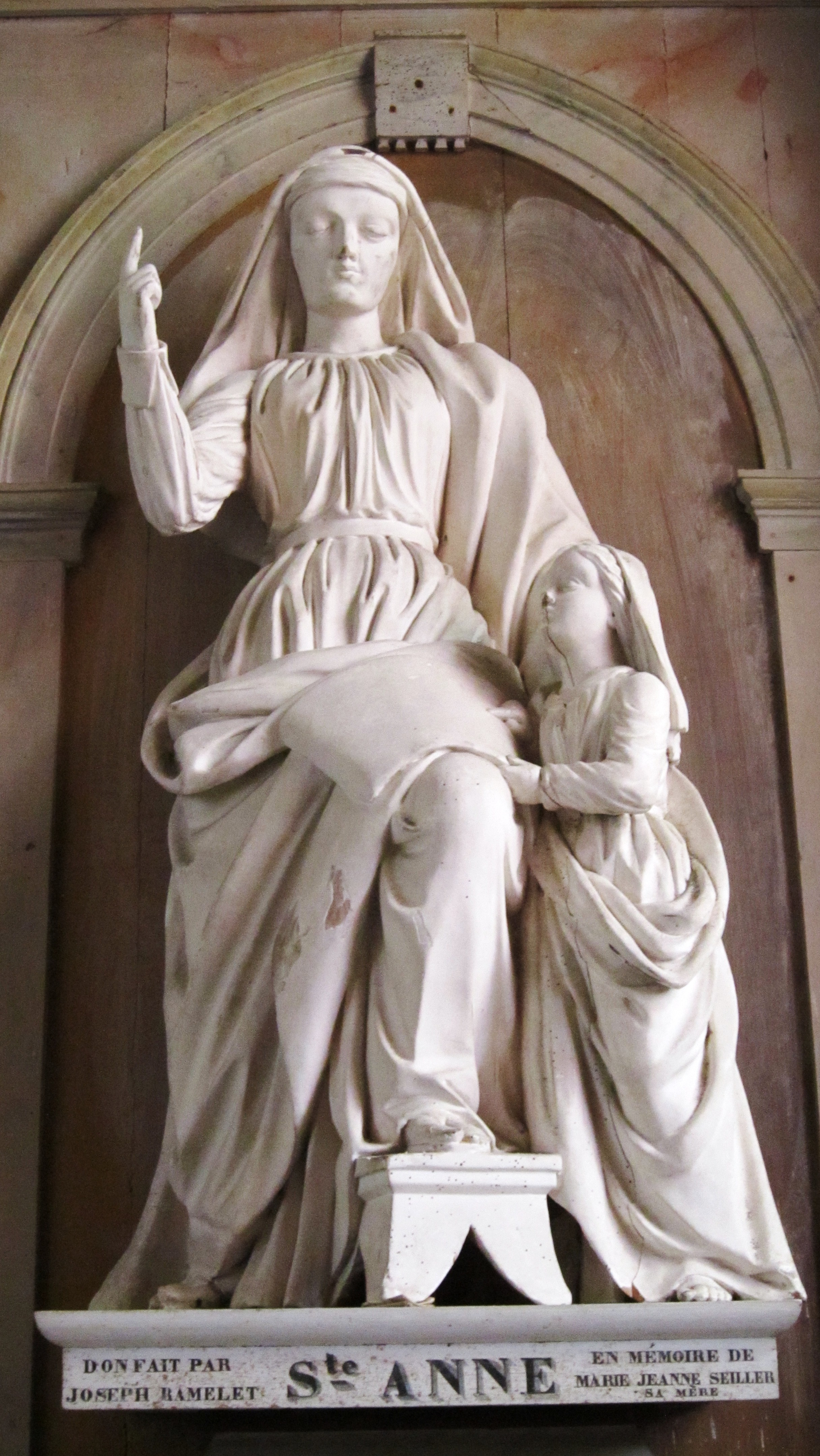

## Protection
Il ne subsiste de la construction d’origine que les deux travées voûtées d’ogives du chœur inscrit monument historique par arrêté du 27 mars 1926.